# Nazima Khairzad
Nazima Khairzad (paschtunisch نازیه خیرزاد, persisch ناظم خیرزاد, * 4. Mai 2002 in Kahmard, Bamyan Provinz, Afghanistan) ist eine afghanische Skirennfahrerin und gewann die erste Medaille für Afghanistan in einem internationalen Skiwettkampf.

## Leben und Sportliche Leistung

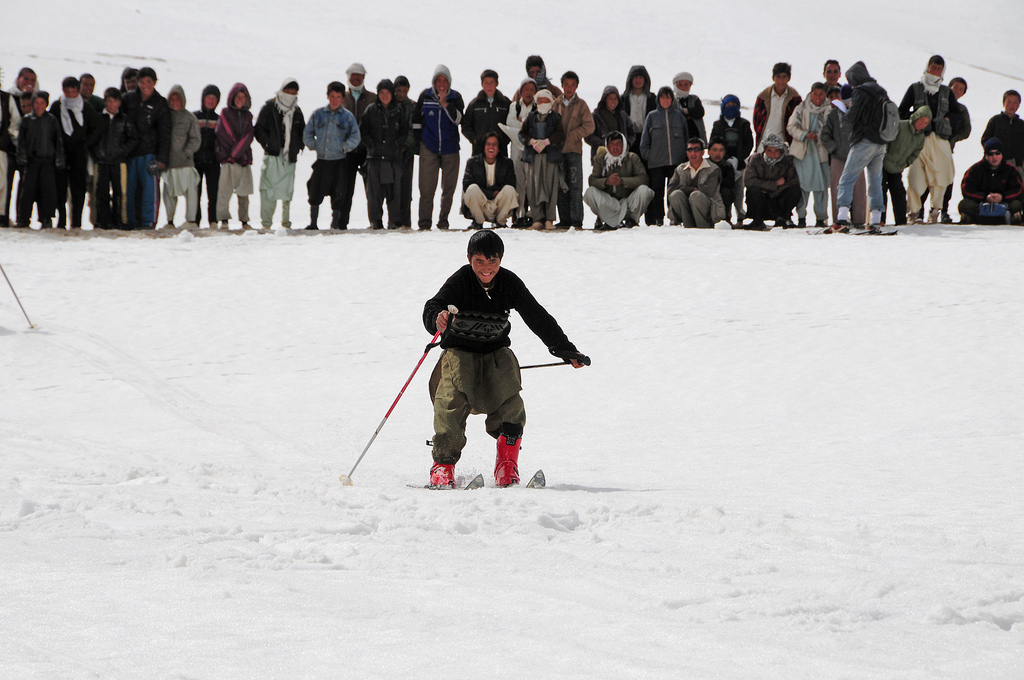
Anfänge des Skifahrens in Bamyan

Nazima Khairzad wuchs in der Stadt Kahmard in der Bamyan Provinz auf. Khairzad durfte in der Bamyan Provinz weder zur Schule gehen, noch Sport treiben und musste Burkas tragen, da die ländliche Stadt für Frauen sehr restriktiv war. Kharizads Mutter zog daher mit ihr und ihrer Schwester Nazira Kharizas in die Stadt Bamyan, um ihren Töchtern eine bessere Zukunft zu ermöglichen. Khairzads Vater war Polizist in Kahmard und gab diesen Beruf auf, um seiner Frau und den Töchtern in die Stadt Bamyan zu folgen. In Bamyan hat Khairzad mit dem Skifahren begonnen und ist Mitglied im Bamyan Skiclub, der von den einheimischen Skifahrern und ehemaligen Olympiateilnehmern von 2018, Sayed Alishah Farhang und Sajjad Husaini, geleitet wird. Khairzad war die erste Person aus Afghanistan, die eine Medaille bei einem internationalen Skirennen gewann. Bei einem Skiwettkampf in Pakistan im Februar 2020 gewann sie die Bronzemedaille im Slalom. Sie nahm auch an der Afghan Ski Challenge teil und gewann 2020 bei der 10. Afghanistan Ski Challenge die Goldmedaille. Im August 2021, als die Taliban in Afghanistan an die Macht kamen, wurde Khairzads Leben bedroht, da Frauen unter den Taliban nicht arbeiten, studieren oder Sport treiben dürfen. Zu diesem Zeitpunkt studierte Khairzad Informatik an der Universität in Kabul und war als Reiseleiterin für geführte Outdoor-Abenteuertouren tätig. Eine Teamkollegin von Khairzad aus dem Skiclub Bamyan wurde im November 2021 von den Taliban ermordet.
Khairzad versuchte zweimal, aus Afghanistan zu fliehen. Der erste Fluchtversuch scheiterte an der Grenze zu Pakistan. Beim zweiten Versuch konnte ihr Eva zu Beck, eine polnische Reisebloggerin und Filmproduzentin, helfen, einen Flug nach Islamabad in Pakistan zu bekommen. Dort schloss sich Khairzad einer Gruppe anderer afghanischer Skifahrerinnen an, u. a. ihre Schwester Nazira Khairzad, die ein Visum für Italien erhalten konnten, und reiste dann weiter nach Deutschland. Aktuell befindet sich Khairzad in einer Asylunterkunft in Hanau und wartet auf ihr Asylverfahren. Nach europäischem Asylrecht steht die Ausweisung nach Italien bevor, weil Khairzad dort in die EU eingereist ist. Khairzads Schwester befindet sich aktuell in Italien und ihre Familie ist auf der Flucht im Iran. In der Zukunft möchte Khairzad in Afghanistan leben und dort wieder Skifahren und arbeiten.
Khairzad betreibt neben dem Skifahren auch an anderen Outdoor-Aktivitäten wie Marathonlauf und Bergsteigen teilgenommen. Sie bestieg den Berg Shah Fuladi, der eine Höhe von 5064 Metern hat.

## Gesellschaftliches Engagement
Obwohl Khairzad in ihrer Heimat von den Taliban bedroht wird und sich nun als Flüchtling in Deutschland befindet, setzt sie sich weiterhin für die Rechte von Frauen und die Förderung des Sports in Afghanistan ein. Durch die Unterstützung gibt es einen Spendenaufruf unter dem Motto Bergsport für die Freiheit. Der Initiator des Spendenaufrufs ist Malte Roeper, Autor, Regisseur, Bergsteiger.